# 濵田善弥
濵田 善弥（はまだ よしや、1925年 - ）は、日本の劇作家。
ニュー・セントアンドリュースゴルフクラブ・ジャパン（栃木県大田原市）の創設者としても知られる。

## 来歴
東京都出身。東京大学哲学科出身。浜田善弥劇場（東京都港区）を開設し、前衛劇を公演していた。
イギリスのセントアンドリュースにある桜は、濵田善弥の名前から「HAMADA CHERRIES」と呼ばれている。

### ゴルフクラブ
1960年代後半に、浜田は「日本にセント・アンドリュース オールドコースを造る」と、ニュー・セントアンドリュースゴルフクラブ・ジャパン (NSAJ) を設立する。ジャック・ニクラスによるコース設計も眼玉となった。NSAJは1975年に開場するも、1977年には、約100億円の負債を抱えて倒産する。NSAJは会員有志によって、資金が集められ1978年に競売にかけられたNSAJコースを落札して再建に臨むことになるのだが、新生NSAJ2代目社長となった長島範明は浜田について「着想は桁外れに進歩的だった」と評している。また、日本のゴルフクラブの理事は殆んどが名誉職で任期もないが、これもロイヤル・アンド・エンシェント・ゴルフ・クラブ・オブ・セント・アンドリュースなどに倣って、理事を選挙制、任期4年にした。

## 著作
- 原子爆弾・ある母親の死 : 浜田善弥戯曲集（1967年、思潮社、doi:10.11501/1362930）
- 地球の上の六つの場所（1968年、三一書房、doi:10.11501/1363354）
- 浜田善弥作品集（1973年、永田書房、全国書誌番号:75021782） 全3巻
- 四つの音（1987年、永田書房、全国書誌番号:88003359）
- Genius: six plays（1991年、Blackheath Publishing、ISBN 9781873688007）
- カジノ必勝法: カジノと芝居に生命を賭けた男の物語（1993年、ストーク、星雲社、ISBN 4-7952-8277-3）